# Steven Füglister
John Steven Füglister (* 25. Januar 1986 in Zürich) ist ein philippinisch-Schweizer Eishockeyspieler, der seit 2022 erneut bei den Manila Chiefs in der philippinischen Liga spielt. Sein jüngerer Bruder Jeffrey ist als Profi in der Schweiz tätig.

## Karriere
Steven Füglister spielt Eishockey, seit er sechs Jahre alt ist. Er spielte zu Beginn seiner Karriere in der Jugendabteilung des EHC Kloten. Anschließend stand er für den EHC Bülach und den EHC Winterthur in der 1. Liga auf dem Eis. 2010 und 2012 gewann er mit Winterthur die Ostschweiz-Gruppe der 1. Liga und wurde 2010 auch Schweizer Amateurmeister mit dem Klub. 2015 wechselte er in die philippinische Eishockeyliga. Nachdem er zunächst für die Manila Griffins aktiv gewesen war, ging er 2018 zu den Manila Chiefs und ein Jahr später zu den Philippine Eagles. Seit 2022 ist er wieder für die Chiefs aktiv.

### International
Für die philippinische Nationalmannschaft spielte Füglister erstmals bei den Winter-Asienspielen 2017, wo er die Mannschaft als deren Kapitän zum dritten Platz in der Division II führte. Es folgten Teilnahmen beim IIHF Challenge Cup of Asia 2018, als er als Topscorer, Torschützenkönig, bester Vorbereiter sowie als Spieler mit der besten Plus/Minus-Bilanz und der besten Bilanz beim Bully auch zum wertvollsten Spieler des Turniers gewählt wurde, und 2019, als er erneut zum wertvollsten Spieler gewählt wurde. Bei den Südostasienspielen 2017 gelang ihm mit den Philippinen der Sieg, während es 2019 zur Bronzemedaille reichte.
Bei der Weltmeisterschaft 2023 in der Division IV, trug er als bester Vorbereiter und gemeinsam mit Kenwrick Sze zweitbester Scorer nach seinem Landsmann Manvil Billones maßgeblich zum Aufstieg in die Division III bei. Im folgenden Jahr gehörte der Stürmer dort zum philippinischen WM-Kader und war bester Vorbereiter des Turniers sowie drittbester Scorer nach dem Nordkoreaner Hong Chun-rim und dem Hongkongchinesen Justin Cheng. Füglister ist derzeitiger Topscorer der philippinischen Nationalmannschaft.

### Trainer
Bereits während seiner aktiven Laufbahn ist Füglister auch als Trainer tätig. So betreute er sowohl die philippinischen Frauen, als auch die U20-Auswahl des Landes bereits beim IIHF Challenge Cup of Asia.

## Erfolge und Auszeichnungen
- 2010 Schweizer Amateurmeister mit dem EHC Winterthur

### International
| - 2017 Goldmedaille bei den Südostasienspielen - 2018 Bronzemedaille beim IIHF Challenge Cup of Asia - 2018 Topscorer des IIHF Challenge Cup of Asia - 2018 Bester Torschütze des IIHF Challenge Cup of Asia - 2018 Bester Vorlagengeber des IIHF Challenge Cup of Asia - 2018 Beste Plus/Minus-Bilanz des IIHF Challenge Cup of Asia - 2018 Wertvollster Spieler des IIHF Challenge Cup of Asia | - 2019 Silbermedaille beim IIHF Challenge Cup of Asia - 2019 Wertvollster Spieler des IIHF Challenge Cup of Asia - 2019 Bronzemedaille bei den Südostasienspielen - 2023 Bester Vorbereiter der Weltmeisterschaft der Division IV - 2023 Aufstieg in die Division III, Gruppe B, bei der Weltmeisterschaft der Division IV - 2024 Bester Vorlagengeber der Weltmeisterschaft der Division III, Gruppe B |

## Privatleben
Füglisters Mutter stammt aus Negros Occidental, der Vater ist Schweizer. Er wurde in Zürich in der Schweiz geboren und verbrachte dort seine Jugend.  Er ist Absolvent der Zürich Business School und arbeitete zwischenzeitlich als Banker. Füglister ist seit 2017 mit der Modedesignerin Vania Romoff verheiratet, mit der er drei Kinder hat.